# Naked City – Justice with a Bullet
Naked City – Justice with a Bullet (Originaltitel: Naked City: Justice with a Bullet) ist ein amerikanischer Kriminalfilm aus dem Jahr 1998. Regie führte Jeff Freilich, der auch das Drehbuch schrieb und den Film produzierte.

## Handlung
Daniel Muldoon und James Halloran sind Polizisten in New York City. Sie helfen den Touristinnen Sarah Tubbs und Merri Coffman, die einem Betrug zum Opfer fallen. Die Frauen geraten später an Verbrecher, die sie in Notwehr erschießen. Währenddessen versucht ein Auftragsmörder, Halloran zu töten und verletzt den Polizisten. Muldoon kämpft gegen den Killer.

## Kritiken
Cheryl DeWolfe schrieb im Apollo Movie Guide, ein Großteil der Handlung sei unplausibel. Der Film würde die Fans des Klassikers Naked City aus dem Jahr 1948 und der auf diesem beruhenden Fernsehserie enttäuschen. Die Darstellungen seien gut genug, um die Aufmerksamkeit des Zuschauers zu halten.
Das Lexikon des internationalen Films schrieb, die Hauptfiguren würden „in ihrer Selbstjustiz-Mentalität zueinander“ finden. Der Film sei ein „inhaltlich problematischer Actionkrimi, der trotz einer intelligenten, auf rasante Montage setzenden Inszenierung sowie der stimmigen Dialoge“ nicht überzeuge.

## Hintergrund
Der Film wurde in den Vereinigten Staaten am 4. Oktober 1998 veröffentlicht.